# Campanula pamphylica
Campanula pamphylica là loài thực vật có hoa trong họ Hoa chuông. Loài này được (Contandr., Quézel & Pamukç.) Akçiçek & Vural mô tả khoa học đầu tiên năm 2005.